# ユーリ・フェドートフ
ユーリ・ヴィクトロヴィチ・フェドートフ（フェドトフ、ロシア語: Юрий Викторович Федотов、ラテン文字転写の例：Yuri Viktorovich Fedotov、1947年12月14日 - 2022年6月16日）は、ロシアの外交官。ロシア連邦駐在英国大使
を経て、2010年から2019年まで国連薬物犯罪事務所事務局長。

## 経歴・人物
1971年モスクワ国際関係大学を卒業する。ソ連外務省入省後は、本省勤務のほか、アルジェリア大使館、インド大使館、国連機関に勤務。2002年ロシア外務次官に就任し、2005年まで務めた。同年6月から駐英大使。2010年7月9日潘基文国連事務総長に国連薬物犯罪事務所（UNODC）事務局長に任命される。
2022年6月16日、オーストリアにて死去。74歳没。